# Club de Deportes Pintana
El Club de Deportes Pintana fue un club de fútbol de Chile, con sede en la comuna de La Pintana, en la ciudad de Santiago. Fue fundado el 18 de febrero de 2009, y desapareció luego de su descenso de la Segunda División en 2017.

## Historia
El club nació 18 de febrero de 2009 como un proyecto para fomentar la actividad futbolística al interior de los barrios de La Pintana. Postula a la Tercera B organizada por la ANFA y se llamaba Club Deportivo Municipal La Pintana.
Ese mismo año subió a la Tercera División A de Chile tras vencer en la semifinal a Provincial Talagante ganando por 3-1 el partido de ida, y perdiendo 2-1 el partido de vuelta. Le ganó la final a Deportes Quilicura y en su primer año de existencia, ya obtiene su primer título.
Ya en tercera, logra clasificar a la segunda fase del torneo en tercer lugar, pero en segunda fase no se repite el rendimiento y debe jugar en Tercera A en 2012.
En 2014 tras un año como invitado en la Tercera División A, cambia de nombre al de Deportes Pintana SADP y participa por primera vez en la Segunda División Profesional de Chile, realizando una buena campaña, finalizando en el cuarto puesto con 49 unidades.
En 2017 desciende a Tercera División A de Chile, y luego desapareció. Deportes La Pintana desapareció principalmente debido a problemas financieros y falta de gestión profesional. A pesar de haber sido financiado por la municipalidad, la privatización del club en 2014 y la falta de pago a la ANFP llevaron a su desaparición. El club fue financiado por la municipalidad de La Pintana durante sus primeros años, pero esta situación cambió cuando se privatizó en 2014. Por esto, el club finalmente desapareció del fútbol profesional chileno.

## Uniforme
- Uniforme titular: Camiseta y pantalones amarillas con motivos verdes, calcetas verdes con detalles amarillos.
- Uniforme alternativo: Camiseta y pantalones verdes con motivos amarillos, calcetas amarillos con detalles verdes.

### Indumentaria
| Período     | Proveedor      |
| ----------- | -------------- |
| 2009 - 2010 | Mitre          |
| 2011        | Mano Deportiva |
| 2012        | Joma           |
| 2013 - 2015 | Training       |
| 2016        | Dalponte       |
| 2016 - 2017 | KS7            |

| Período     | Patrocinador  |
| ----------- | ------------- |
| 2009 - 2016 | La Pintana    |
| 2016 - 2017 | Repuestos Mas |
| 2017        | Comercial Sol |

## Estadio
El equipo jugaba en el Estadio Municipal de La Pintana que se ubica en la comuna de La Pintana. El recinto tiene una capacidad aproximada de 6000 espectadores.

## Datos del club
- Temporadas en 2ª: 3 (2014/15 - 2017)
- Temporadas en 3ª: 4 (2010 - 2013)
- Temporadas en 4ª: 1 (2009)

## Entrenadores

### Cronología
- Juan Carlos Letelier (2009-2010)
- Milton Flores (2011)
- Andrés Romero (2012)
- José Miguel González (2013)
- Christian Muñoz (2013-2016)
- Iván Asenjo (2016)
- Georgelino Osorio (2017)
- Manuel Soto (2017)
- Jorge Miranda (2017)
- Andrés Rozo (2017)

## Palmarés

### Torneos nacionales
- Tercera B de Chile (1): 2009